# Prawo do obrony
Prawo oskarżonego do obrony – dyrektywa występująca w postępowaniu karnym, na mocy której oskarżony ma prawo do ochrony własnych interesów, a także ma prawo do korzystania z obrońcy – według swojego wyboru albo na mocy prawa może korzystać z obrońcy z urzędu.
W Polsce prawo to jest dyrektywą gwarantowaną przez art. 42 ust. 2 Konstytucji RP, który mówi, że każdy przeciw komu prowadzone jest postępowanie karne, ma prawo do obrony we wszystkich stadiach postępowania.

## Zasada in abstracto

### Obrona materialna
Obrona materialna polega na podejmowaniu przez kogokolwiek (nie tylko przez samego oskarżonego), czynności procesowych, które mają na względzie ochronę interesów osoby oskarżonej w procesie. W związku z tym polega to na składaniu wniosków dowodowych, wniosków procesowych, przywoływaniu argumentów na jego korzyść oraz kontrargumentów przeciwko tezom powoływanych przez oskarżyciela. 
Podstawowymi cechami obrony materialnej są:
1. wykonywanie jej na rzecz oskarżonego przez każdego – jest to korzystna działalność każdej osoby, również policji, obrońcy, sądu, oskarżyciela publicznego, dla oskarżonego. Jego działalność nie jest ograniczona tylko do działania innych osób, sam też może się bronić. Istnieją jednak sytuacje, w których działalność samego oskarżonego jest ograniczona. Dzieje się tak w przypadku tymczasowego aresztowania, gdzie izolacja nie pozwala mu dokonywać powyższych czynności samodzielnie. Wówczas konieczna jest pomoc innych osób,
2. granice są wyznaczone przez przepisy prawa – chcąc bronić oskarżonego, nie można dopuścić się każdej czynności. Nie można nakłaniać do fałszywych zeznań, ukrywać sprawcy, zacierać śladów przestępstwa, używać przemocy, używać groźby bezprawnej do wywarcia wpływu na czynności świadka, biegłego lub tłumacza, ponieważ takie czyny stanowią przestępstwo,
3. formą obrony materialnej jest również milczenie i bierne zachowanie się osoby oskarżonej – tę cechę można określić łacińską paremią, która brzmi: nemo se ipsum accusare tenetur, nemo se ipsum prodere tenetur (oznacza ona zakaz zmuszania kogokolwiek do samooskarżenia i dostarczania przeciw sobie dowodu). Fałszywe wyjaśnienia oskarżonego są bezkarne. Karane są tylko fałszywe zeznania (zeznania składają świadkowie). Prawo do biernego zachowania ściśle łączy się z wykorzystywaniem cech fizycznych oskarżonego jako środków dowodowych. Wiąże się to np.: z pobraniem włosów, wydzielin, odcisków, fotografowania czy dokonania pomiarów[2].

### Obrona formalna
Poprzez obronę formalną rozumie się prawo do posiadania obrońcy przez oskarżonego, za czym przemawiają poniższe racje:
1. racja fachowości – oskarżony nie jest tak wykwalifikowany, przez co nie poprowadzi w dostatecznie dobrze swojej sprawy w przeciwieństwie do wykształconego w tym kierunku obrońcy,
2. racja stanu psychicznego – poprzez brak zaangażowania emocjonalnego łatwiej jest obrońcy oceniać fakty w sprawie i przyjąć odpowiednią linię obrony,
3. racja zdolności wyręczenia – oskarżony nie jest w stanie wykonać wszystkich czynności procesowych, obrońca wie jak dotrzeć do organów procesowych. Korzystanie z pomocy obrońcy jest szczególnie potrzebne i pomocne, kiedy oskarżony jest pozbawiony wolności, jest chory lub np. przebywa za granicą,
4. racja pomocy psychicznej – bywa tak, że tylko obrońca umie wyjaśnić oskarżonemu sens wyroku skazującego, potrafi zmotywować go do własnej obrony, przez co jest jedną z jego zaufanych osób[3].

## Prawny charakter obrońcy
Obrońca, niezależnie czy z urzędu czy z wyboru, jest przedstawicielem procesowym oskarżonego, gdyż podczas trwania procesu działa tylko na rachunek i w interesie oskarżonego. Czynności dokonane przez obrońcę mają identyczny charakter z czynnościami dokonywanymi przez oskarżonego. Obrona może być obowiązkowa lub nieobowiązkowa. Obowiązkowa jest wtedy, kiedy przepisy prawa wymagają posiadania przez oskarżonego obrońcy w toku procesu. Zazwyczaj wskazują na to pewne szczególne okoliczności, takie jak: nieosiągnięcie przez oskarżonego osiemnastego roku życia, oskarżony jest głuchy, niemy, niewidomy albo zachodzi uzasadniona wątpliwość, czy oskarżony znał znaczenie swojego czynu i postępowania lub zachodzi wątpliwość, czy oskarżony będzie umiał poprowadzić swoją obronę w sposób właściwy i racjonalny. W takim przypadku obowiązek posiadania obrońcy powstaje w chwili wydania przez sąd postanowienia dotyczącego tej kwestii. Zgodnie z art. 80 k.p.k. oskarżony musi posiadać obrońcę również w postępowaniu przed sądami okręgowymi, jeżeli zarzucono mu popełnienie zbrodni, wtedy udział obrońcy w rozprawie głównej jest obowiązkowy. 
Obrona z wyboru istnieje wtedy, kiedy oskarżony zawrze umowę o obronę z wybranym przez siebie adwokatem lub też radcą prawnym. Obrona z urzędu zachodzi wtedy, gdy obrona jest obowiązkowa, a oskarżony nie posiada wcześniej wybranego obrońcy z wyboru lub kiedy oskarżony nie jest w stanie ponieść kosztów zastępstwa procesowego bez uszczerbku dla niezbędnego utrzymania siebie i swojej rodziny. 
Oskarżony może mieć jednocześnie maksymalnie trzech obrońców, jednak sąd zwracając koszty procesu uwzględnia jedynie zwrot zastępstwa procesowego za jednego obrońcę. Pozostałych, osoba oskarżona musi opłacić sama. Wszyscy obrońcy reprezentujący tego samego oskarżonego mają identyczne prawa w procesie. Rozdzielenie ról między poszczególnych obrońców zależy od nich samych, mogą też dokonywać wszelkich czynności niezależnie od siebie. Jeżeli na rozprawie pojawi się tylko jeden obrońca, a pozostali nie będą obecni mimo usprawiedliwionych okoliczności, to czynności i tak zostaną przeprowadzone. Obrońca również może bronić więcej niż jednego oskarżonego podczas tego samego procesu. Jedynym warunkiem jest to, aby ich interesy nie pozostawały ze sobą w sprzeczności. Jeżeli po przyjęciu pełnomocnictwa okaże się, że interesy obu oskarżonych są sprzeczne, ustanowiony pełnomocnik powinien jak najszybciej wypowiedzieć pełnomocnictwo jednemu z oskarżonych. Jeżeli jednak obrońca tego nie zrobi, a sąd stwierdzi zaistniałą sprzeczność interesów, ma on obowiązek wydać postanowienie mówiące o tym fakcie i wyznaczyć osobom oskarżonym termin do ustanowienia nowych pełnomocników procesowych. Gdyby obrońca był ustanowiony z urzędu, sąd sam powinien wyznaczyć innego obrońcę.

## Prawo oskarżonego do obrony
Prawo oskarżonego zostało ukształtowane na podstawie pewnych instytucji i unormowań:
1. oskarżony musi zostać poinformowany o tym, że staje się osobą pociąganą do odpowiedzialności karnej i w związku z tym musi zostać poinformowana o zarzutach, jakie na niej ciążą,
2. oskarżony musi mieć zagwarantowane prawo do składania wyjaśnień związanych ze stawianymi mu zarzutami, może jednak skorzystać z prawa odmowy składania wyjaśnień, o czym musi zostać pouczony,
3. oskarżony nie ma obowiązku dowodzenia swojej niewinności,
4. oskarżony nie musi aktywnie współdziałać i pomagać w zdobywaniu i przeprowadzaniu dowodów obciążających go,
5. oskarżonemu przysługuje prawo inicjatywy dowodowej w postępowaniu przygotowawczym, wówczas jako podejrzany wraz z obrońcą mogą składać wnioski dowodowe,
6. oskarżony ma prawo do uczestniczenia w czynnościach organów procesowych. Mimo że w postępowaniu przygotowawczym prawo jest to ograniczone i uzależnione od decyzji organu prowadzącego postępowanie, to nie można ograniczyć oskarżonemu tego prawa w czynnościach tzw. niepowtarzalnych, w czynności przesłuchania biegłego oraz w czynnościach, o których dokonanie złożył wniosek on bądź jego obrońca,
7. oskarżony ma prawo do zapoznania się z aktami sprawy, chociaż jest ono ograniczone w postępowaniu przygotowawczym, podobnie jak w czynnościach z punktu 6,
8. oskarżony ma prawo do zaskarżenia wszelkich czynności i decyzji podjętych przez organy procesowe. Przede wszystkim mowa o prawie do apelacji, w szczególnie wypełnionych okolicznościach kasacji, możliwości wnoszenia zażaleń, możliwości składania wniosku o wznowienie postępowania.

Oskarżony nie może ponosić konsekwencji niedopełnienia obowiązków przez ustanowionego obrońcę, zdarzeń losowych, zbyt późnego ustanowienia obrońcy, czy też jego choroby.

## Stanowisko Międzynarodowego Paktu Praw Obywatelskich i Politycznych do prawa do obrony
Według Międzynarodowego Paktu Praw Obywatelskich i Politycznych jest to jedna z najistotniejszych zasad i gwarancji osoby oskarżonej. Każda osoba postawiona w stan oskarżenia ma prawo na podstawie pełnej równości do:
1. zarządzania odpowiednim czasem do przygotowania rzetelnej obrony oraz do porozumiewania się ze swoim obrońcą,
2. bycia obecnym na toczącej się przeciwko niemu rozprawie, bronienia się samemu lub przez ustanowionego obrońcę,
3. przesłuchania świadków oskarżenia tak jak i zagwarantowania obecności i przesłuchania świadków obrony na tych samych zasadach co świadków oskarżenia,
4. możliwość skorzystania z nieodpłatnej pomocy tłumacza w momencie w którym osoba oskarżona nie posługuje się językiem jakim posługuje się sąd,
5. braku przymusu do składania zeznań przeciwko sobie lub do przyznania się do winy[8].